# Shubra al-Khayma
Shubra al-Khayma er en by i det nordlige Egypten, med et indbyggertal (pr. 2008) på cirka 1.045.000. Byen, der næsten er vokset sammen med hovedstaden Cairo, er landets fjerdestørste by.
30°7′N 31°14′Ø / 30.117°N 31.233°Ø